# مقاطعة ألين (أوهايو)
مقاطعة ألين (بالإنجليزية: Allen County)‏ هي إحدى مقاطعات ولاية أوهايو في الولايات المتحدة الأمريكية. ومركز المقاطعة في مدينة ليما. تبلغ المساحة الإدارية للمقاطعة 1,050 كيلومترا مربعا فيما يبلغ عدد السكان 106,331 نسمة (2010).